# Glenlee
Pour la localité australienne, voir Glenlee (Victoria).
Le Glenlee était un trois-mâts barque à coque en acier construit à Glasgow en 1896 pour le transport à la voile. En 1922, il devint un navire-école pour la marine espagnole. En 1993 il est racheté par le Royaume-Uni pour devenir un navire musée au Riverside Museum de Glasgow.

## Histoire
Glenlee a été construit en 1896 au chantier naval Anderson Rodger & Company au Port Glasgow pour la Compagnie maritime Archibald Sterling & Co. Limited (1896-98). Les voiles carrées étaient plus larges que la norme standard pour éviter les voiles de cacatois au sommet des mâts.Durant 23, le trois-mâts barque est affecté au transport de marchandises en vrac sur tous les océan.
Il est lancé le 3 décembre 1896 et effectue son voyage inaugural le 13 décembre 1896 vers Portland en Oregon.  
En 1898, il prend le nom de Islamount et change plusieurs fois de propriétaire : Islamount Sailing Ship Co Ltd(Robert Ferguson & Co) à Dundee (1898 au 1905), Flint Castle Shipping Co Ltd (Robert Thomas & Co) à Liverpool (1905-1918) et John Stewart & Co à Londres (1918-1919). 
En 1919, il devient la propriété de la Società Italiana di Navigazione Stella d'Italia de Gênes sous le nom de Clarastella. Il est équipé de 2 moteurs diesel auxiliaires
En 1922, le navire est acquis par l'École de la Marine Militaire Espagnole. Le navire école prend le nom de Galatea et subit quelques transformations comme une dunette servant de pont d'envol et des logements pour les 300 cadets. En avril 1931, il intègre les rangs de la Seconde République espagnole. Durant le Soulèvement nationaliste des 17 et 18 juillet 1936 en Espagne le navire  mouillait à Ferrol. Le navire subit de nombreuses transformations et des travaux de restauration.
En 1990, le navire en mauvais état doit être détruit. L'architecte naval britannique, Dr. Sir John Brown, le découvre en 1993 et fait racheter l'épave par la Clyde Marine Trust afin de le préserver. Remis en état de naviguer il rejoint Glasgow avec un remorqueur. 
Le navire subit une refonte totale pour reprendre son aspect primitif. Il est rebaptisé de nouveau Glenlee. Étant considéré comme un bâtiment de la Flotte historique du Royaume-Uni, il est classé comme bateau du patrimoine par le National Historic Ship UK.
Depuis 2011 le navire musée est devenu une attraction touristique au Riverside Museum de Glasgow, The Tall Ship at Glasgow Harbour.